# Тапхар
Тапха́р (бур. Тобхор — «возвышенное место») — посёлок в Иволгинском районе Бурятии. Входит в сельское поселение «Иволгинское».
.

## География
Расположен в 7 км к юго-востоку от районного центра, села Иволгинска, в 3,5 км к югу от федеральной автомагистрали А340, в 2 км южнее горы Тобхор-Обо (693 м) и в 3,5 км к юго-востоку от горы Тобхор (653 м).

## История
Основан в 1974 году как временный посёлок при строительстве Забайкальского апатитового завода.
В 1980 году построена опытная горно-обогатительная фабрика, предназначенная для переработки руды Ошурковского месторождения. Однако в 1988 году апатитовый завод был перепрофилирован в Забайкальский завод по производству запчастей для нефтегазохимического комплекса (Ассоциация «Агрохим»).
После 1993 года производство было закрыто. Летом 2013 года в посёлке запущен асфальтовый завод.

## Население
| 2002 | 2010 |
| ---- | ---- |
| 555  | ↗566 |

## Достопримечательности
- Могильники и керексуры на горе Тобхор — археологические памятники разного времени, от эпохи плиточных могил до позднего средневековья.

## Галерея

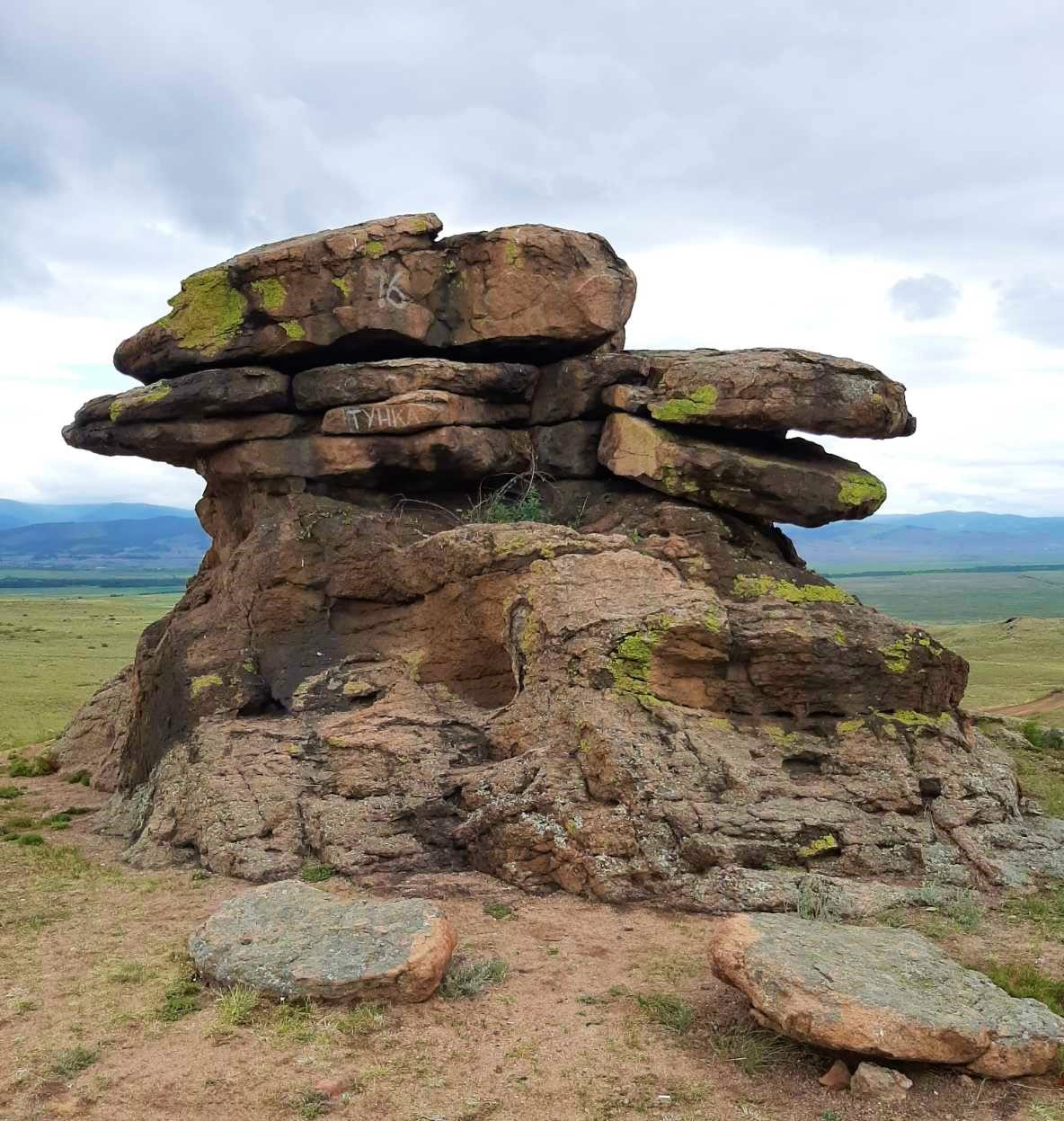
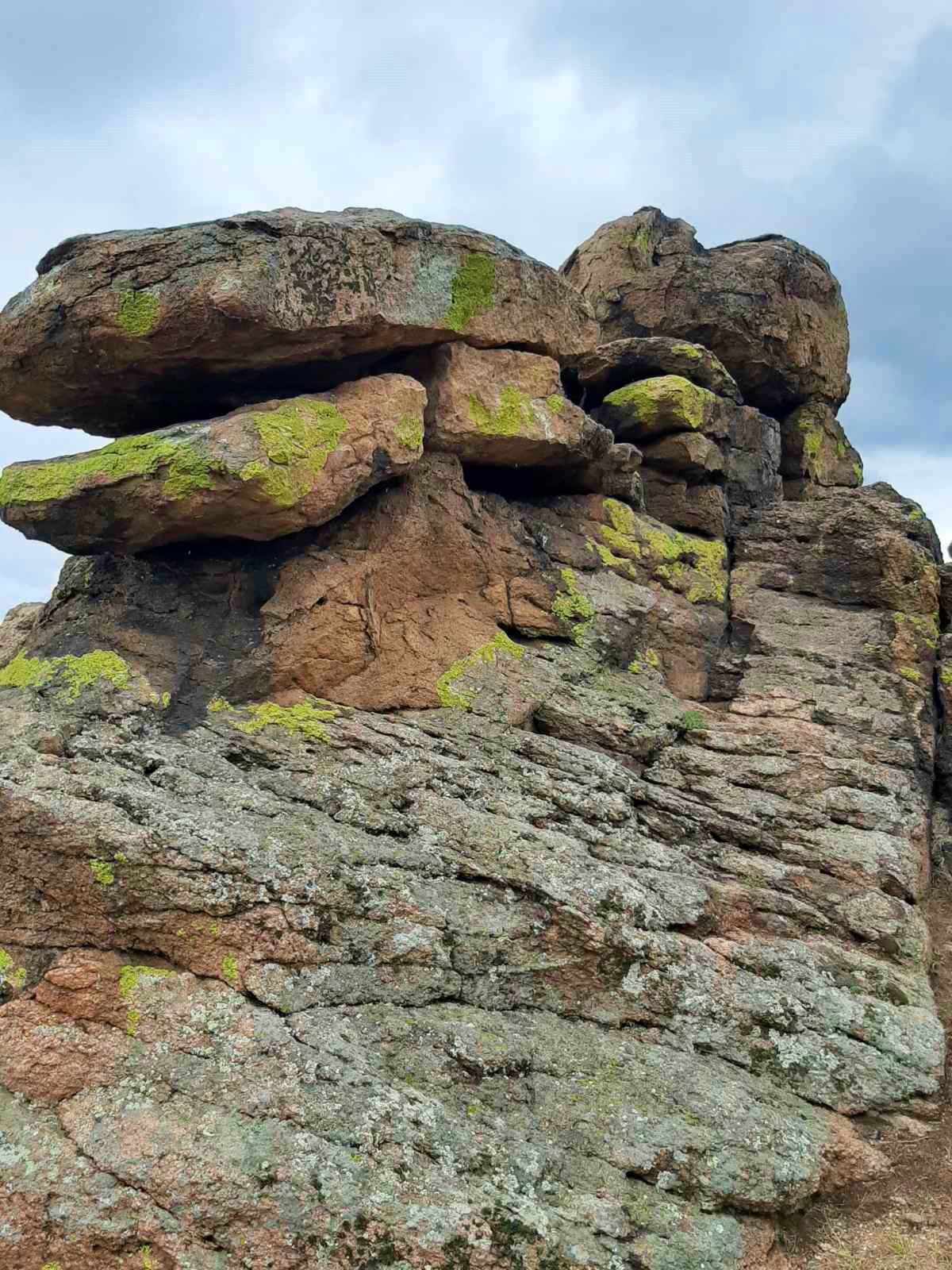
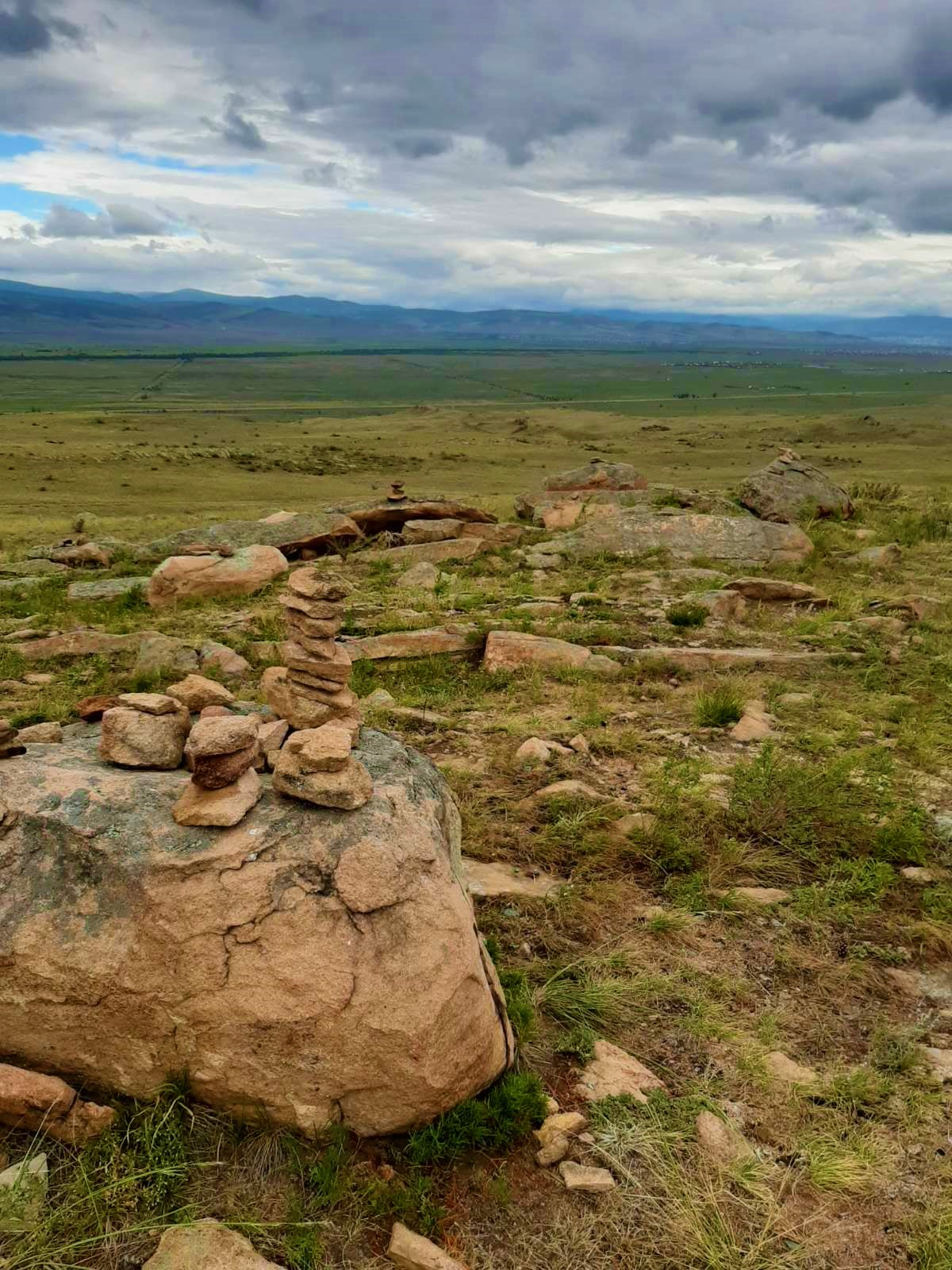
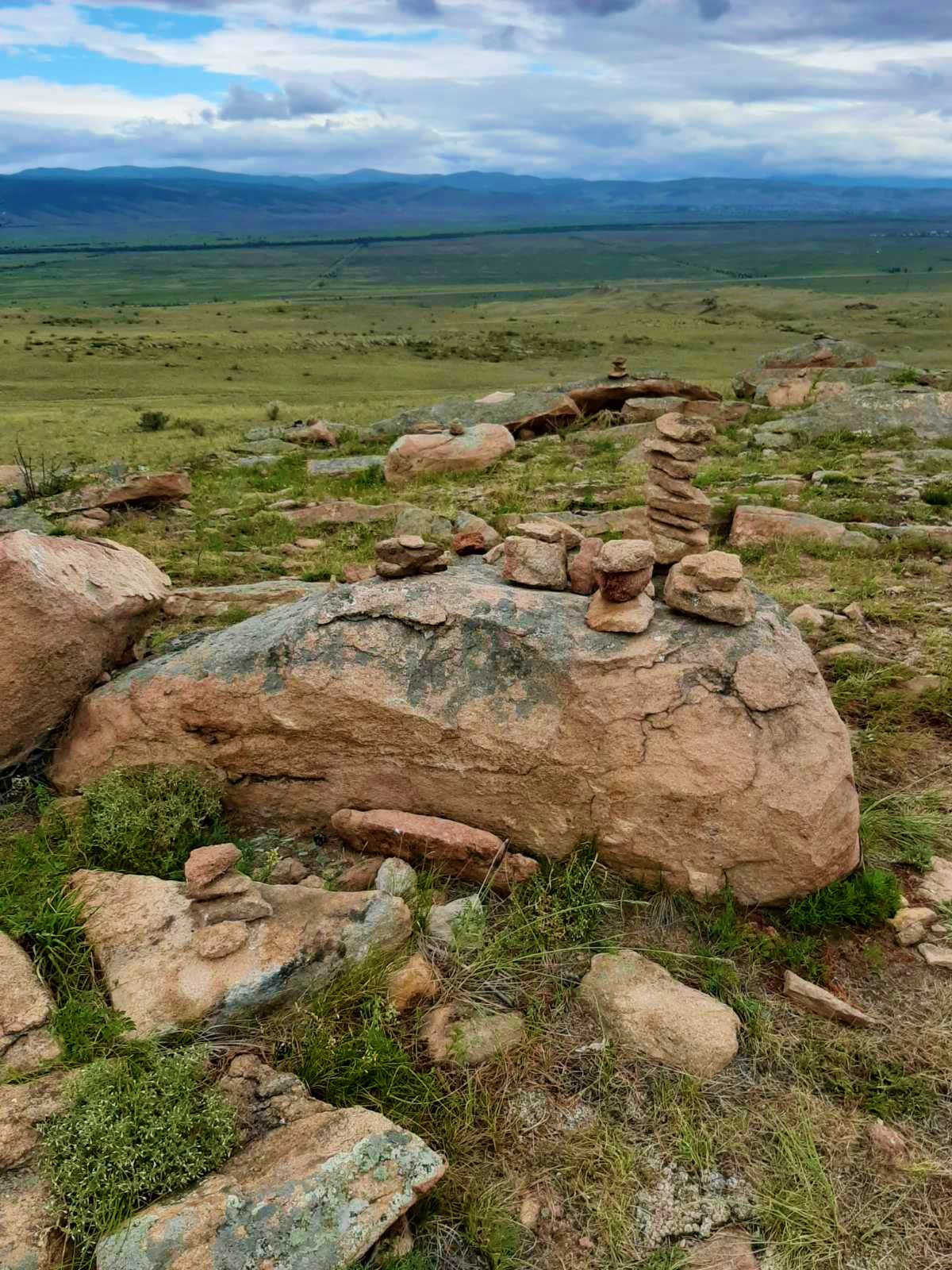

Мегалиты на горе Тобхор